# Reserva natural nacional de Gaoligongshan
La reserva natural nacional de Gaoligongshan (GNRR son sus siglas en inglés) es un área protegida que abarca los montes Gaoligong y la cercana reserva de Nu Jiang en la provincia de Yunnan occidental de China, cerca de la frontera internacional de Birmania. Se extiende por una amplia zona de encrucijada entre Baoshan, Tengchong y Lushui, hacia el lado occidental del río Salween.
Es una reserva natural de China, bajo la autoridad del Ministerio de Silvicultura chino. Las organizaciones internacionales también lo han reconocido. Es un área protegida del World Wildlife Fund, y World Biosphere Reserve y una parte del Patrimonio de la Humanidad de la UNESCO.

## Geografía
La reserva natural nacional de Gaoligongshan se extiende, en altitud, desde las tierras bajas de Nujiang (700 m s. n. m.) al entorno alpino de Gaolingong. La reserva se extiende 9 km de este a oeste y 135 km de sur a norte. De toda la superficie total, un 85% está cubierta de bosque natural. La región recibe gran pluviosidad anual de 100–400 mm. El clima es fresco y seco de noviembre a abril, y cálido y húmero de mayo a octubre. La característica única de la región es que la condición climática permite una completa transición desde el bosque templado al bosque tropical que es raro en el mundo. Wona (3.916 m) es el pico más alto de la reserva, y las zonas más altas están restringidas como núcleo inviolable, donde no se permiten visitantes. La única excepción es a lo largo de la ruta de la seda meridional, que es el único acceso a las mayores elevaciones en la reserva.
El bosque se puede clasificar en términos generales como bosque templado sino-himalayo a bosque subtropical sino-himalayo. Los tipos de bosque incluyen bosque monzónico tropical (<1.000 m s. n. m.), bosque de hoja ancha subtropical (1.000–2.600 m s. n. m.), bosque caducifolio templado (montano) (1.000–3.000 m s. n. m.), bosque de coníferas subalpino (2.700–3.500 m s. n. m.), pradera alpina (>3.400 m s. n. m.), y tundra alpina. La reserva además contiene parte de la ecorregión de bosque de coníferas y mixto de la Garganta de Nujiang Langcang.

### Condiciones socioeconómicas
Como frontera internacional, la reserva sirve de corredor de inmigración y crisol de razas de diversas etnias y nacionalidades. En la reserva viven unas 360.000 personas que pertenecen a unas 16−20 minorías étnicas. Hay aproximadamente 16 nacionalidades pertenecientes a 109 pueblos administrativos, 19 ciudades y 5 condados. Los pueblos han, dai, lisu, hui, bai, miao, yi, zhuong, nu, achong, jingpo, va, de'ang, naxi, derung y tibetanos forman la población multicultural. La principal fuente de ingresos de estos habitantes es la agricultura (especialmente de cultivos comerciales como la caña de azúcar), industrias domésticas como artesanía, carpintería y la tala. Hay organizaciones locales como la Asociación de Granjeros de Gaoligongshan para la Biodiversidad y la Conservación, pequeña organización del turismo en Dayutang, y una asociación de mujeres en Manghuang que están promocionando formas de vida alternativas para salvar la reserva. El turismo ecológico se ha convertido en uno de los principales medios de subsistencia entre los habitantes. El Ministerio de Silvicultura de China ha dado 8.550 hectáreas para el desarrollo turístico.

## Biodiversidad
La reserva de la naturaleza nacional con su amplia variedad de bosques naturales protegen un gran número de animales y plantas, y especialmente los endemismos ratos. Según estadísticas disponibles, hay 2.389 tipos de animales en la reserva, y 82 de ellos están en la lista de categoría importante nacionalmente. Se puede resumir en lo siguiente:

### Vida salvaje
Hay alrededor de 205 especies de animales salvajes clasificados bajo 32 familias y 10 órdenes. Gibones hoolock, macaco de Assam, leopardo, pantera nebulosa, goral, loris perezosos, folídotos, macaco Rhesus, macaco rabón, oso tibetano, panda rojo, nutria de río japonesa, gran civeta india, ciervo almizclero enano, ciervo almizclero negro y sambar están entre las especies más interesantes.

### Pájaros
525 especies de pájaros están documentados, que pertenecen a 58 familias y 19 órdenes. Especies protegidas son monal coliblanco, águila real, buitre negro, faisán de Hume, faisán Kalij, tragopán satir y faisán plateado.

### Peces
Hay 49 especies de pescado, y entre ellas están el raro Aspiorhynchus laticeps, Schizothorax myzostomus y Cipriniformes.

### Vegetación
Hay 2.514 especies nativas de flora y 302 variedades documentadas que pertenecen a 778 géneros y 171 familias. Unas 318 especies (12 familias) son endémicas. Entre los géneros endémicos están Paragutzlaffia, Metapanax, Notoseris, Syncalathium, Heteropolygonatum, Davidia, Berneuxia, Whytochia, Gaoligongshania, Smithorchis, Eurycorymbus, Pterygiella, Dickinsia, y Sinolimprichtia. Es el hogar nativo de azaleas (más de 800 variedades), sin duda alguna la flor más famosa de China. Las especies únicas son la azalea blanca de Sim, la azalea amarilla, Photinia glomerata, Rosa biflora, frambuesa, Sorbus astateria, Bulbophyllum dulongense,  Calanthe dulongensis, Coelogyne gongshanensis, Davidia involucrata, etc. Hacia las colinas bajas que quedan al Este las especies dominantes son Lithocarpus variolosus, Castanopsis sp., Cyclobalanopsis lamellosa,  y otras especies de Rhododendron. Las laderas de las montañas altas (2.800-3.200 m) en su mayor parte contienen matorrales como Rosa sp., Rubus sp., Sorbus sp., Gentiana sp., Pedicularis sp., etc. La ladera occidental es en su mayor parte una zona perturbada ecológicamentee, y contiene pocas especies de Lithocarpus sp., Acer davidii, Rosa omeiensis, Iris tectorum y Elaeocarpus sp. El bosque de hoja perenne a media altura es en su mayor parte rica en epífitas como orquídeas y helechos.

## Programas de conservación

### Historia y desarrollo
En 1983 la sección meridional de las montañas Gaoligong fue declarada Reserva natural de Gaoligong Shan por el gobierno provincial de Yunnan. Está formada por el condado de Tengchong y el distrito de Longyang del municipio de Baoshan, y condado de Lushui de la Prefectura Autónomas de Nujiang Lisu. La conservación fue extendida en 1986 y se reconoció nacionalmente como una Reserva Natural Nacional. La reserva forestal unida se convirtió en la Reserva Natural Nacional de Gaoligongshan. En 1992 el World Wildlife Fund (WWF) la declaró reserva natural de clase A con significado internacional. En 1997 "Biodiversidad de Condiciones Nacionales de China" determinó que era una de las 17 zonas de protección de la biodiversidad de importancia global. En 2000 la reserva se amplió para incorporar la Reserva natural provincial del río Nu alrededor del valle del río Nu y la UNESCO lo declaró incluido en el Programa Man and the Biosphere Programme. La convención del patrimonio mundial de 2003 lo incluyó como parte del Tres ríos paralelos de Yunnan, formando parte por lo tanto del lugar Patrimonio de la Humanidad por la UNESCO.

### Administración
La reserva está dividida en tres bloques administrativos de los cuales dos son agencias de prefectura están en la ciudad de Baoshan (Oficina administrativa de Baoshan de la reserva natural nacional de la montaña de Gaoligong) y una en la prefectura de Nujiang (Oficina administrativa de la reserva natural nacional de la montaña de Gaoligong). La sede de la reserva está en Baihualing, que es conocida por su exquisito sitio de ornitología.

### Especies amenazadas
La reserva es la casa de muchas especies de animales en peligro de extinción. Algunas especies importantes en la categoríaespecies vulnerables son Budorcas taxicolor, Cervus unicolor, Helarctos malayanus, Neofelis nebulosa; y en la categoría especies en peligro de extinción Bunopithecus hoolock, Cuon alpinus y Manis pentadactyla. Nada menos que 55 especies de plantas están también en peligro. Todos los 14 géneros endémicos están de hecho bajo la categoría de riesgo de la IUCN. De estas, 10 están en peligró crítico, 5 en peligro, 10 están considerados vulnerables a la extinción, y de 107 aún faltan datos suficientes.

#### Descubrimiento de nuevas especies de monos
Una nueva especie de mono, el mono sin nariz de Myanmar, que fue originalmente descrito en el norte de Birmania en 2012,  fue también descubierta en la reserva en 2011. En la mañana del 16 de octubre de 2011, un guardabosques de la reserva tomó fotos de un grupo de monos sin nariz y más tarde fueron identificados como R. strykery. Esto llegó a los titulares en China especialmente en la urgente necesidad de un programa de conservación. El mono es una especie en peligro crítico. La nueva especie fue saludada como una de las Top 10 nuevas especies de 2012 por el International Institute for Species Exploration. En 2012 fue incluida con el número 9 del Top 10 de nuevas especies más raras por el portal de noticias chino, China.org.cn.

### Desafíos
Como habitación de un número significativo de población humana, la reserva continuamente está bajo amenaza de actividades humanas. La agricultura sigue siendo el principal problema, especialmente por el uso intenso de fertilizantes químicos. Hay una expansión continuada de las cosechas, los pastos y pastoreo dentro de la reserva. La tala de árboles para madera y leña está destruyendo la sostenibilidad natural. Fuentes alternativas de subsistencia y combustible son una necesidad seria de mejorar una situación que se está deteriorando. Actualmente, la principal amenaza es la construcción de represas y pantanos. El gobierno chino está desarrollando planes para construir una serie de 13 presas en el río Nu que sin duda afectarían negativamente al ecosistema.